# 莎黛
海倫·福拉萨代·阿杜，CBE（英語：Helen Folasade Adu，1959年1月16日—），藝名莎黛（Sade），奈及利亞出生的英国音樂人。1984年，她所領銜的同名乐团以专辑《钻石人生》获得了葛萊美獎最佳新人。莎黛以靈魂樂、柔和的爵士（smooth jazz）等元素，融入20世紀80年代的流行音樂，影響了90年代的新靈魂樂音樂風格。他們也是80年代末和90年代初英國節奏藍調樂壇新浪潮的重要分子。
莎黛的同伴中還包括了靈魂·II·靈魂、卡倫·惠勒、全新重物、就是紅、傑米羅奎爾、麗莎·斯坦斯菲爾德等成功樂手。莎黛個人的獨特歌喉被英國廣播公司稱為「沙啞和克制」，媲美爵士樂歌手比莉·荷莉戴。
莎黛的作品影響眾多音樂人。埃里克·B和拉基姆的饒舌歌手拉基姆說他聽莎黛的靈魂樂長大，並受到她的聲音和風格影響。另類金屬樂隊盲音合唱团的主唱奇諾·莫雷諾將《華麗愛情》列為他最受歡迎的13部專輯之一。饒舌歌手蜜西·艾莉特引用莎黛的〈調情高手〉為她的最愛之一。嘻哈團體惡作劇之魂說他們是聽莎黛的音樂長大的。歌手碧昂絲稱莎黛的音樂為「真正的朋友」。歌手凱莉·希爾森說：「我爸爸有時候口哨吹出莎黛歌曲，小時候我會試著吹〈珍惜這一天〉或〈最甜蜜的禁忌〉。」

## 作品
錄音室專輯
- 1984年：《鑽石人生》
- 1985年：《許諾（英语：Promise (Sade album)）》
- 1988年：《比自尊更强（英语：Stronger Than Pride）》
- 1992年：《華麗愛情（英语：Love Deluxe）》
- 2000年：《愛人搖滾（英语：Lovers Rock (Sade album)）》
- 2010年：《愛的士兵（英语：Soldier of Love (album)）》

其他專輯
- 1994年：《鑽石光芒精選輯（英语：The Best of Sade）》
- 2002年：《真情面對 1984-2000現場精選（英语：Lovers Live）》
- 2011年：《究極收藏（英语：The Ultimate Collection (Sade album)）》
- 2012年：《帶我回家：2011年現場版（英语：Bring Me Home: Live 2011）》

## 外部連結
- 官方网站
- Sade在Allmusic上的頁面
- Sade的Discogs页面（英文）
- Sade在MusicBrainz上的頁面（英文）